# Spargania commutata
Spargania commutata är en fjärilsart som beskrevs av Paul Dognin 1910. Spargania commutata ingår i släktet Spargania och familjen mätare. Inga underarter finns listade i Catalogue of Life.